# Baozi
Baozi (包子) ou bao é um tipo de pão cozido no vapor de origem chinesa, com um aspecto de coque. Está presente em várias cozinhas orientais, com diversas variações de recheios e preparações.

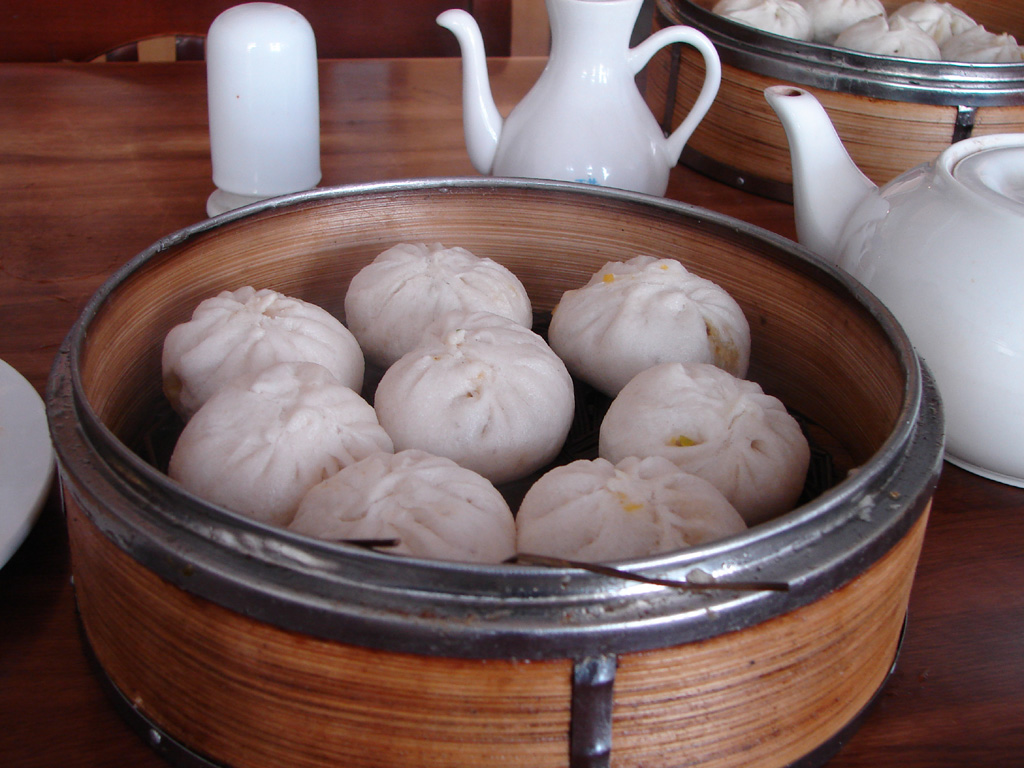
Um tipo de baozi, recheado com abóbora, em uma mesa de restaurante chinês.

## História
As primeiras aparições do pão baozi tiveram sua origem no início da era dos Três Reinos. De acordo com a lenda, Zhuge Liang (conhecido como grande estrategista militar da época), teria inventado esta refeição para curar seu exército que havia contraído uma "praga".